# Prionotus longispinosus
Prionotus longispinosus är en fiskart som beskrevs av Teague, 1951. Prionotus longispinosus ingår i släktet Prionotus och familjen knotfiskar. Inga underarter finns listade i Catalogue of Life.